# Ashikaga Yoshikazu
Ashikaga Yoshikazu (tiếng Nhật: 足利 義量; 27 tháng 8 năm 1407 — 17 tháng 3 năm 1425) là shogun thứ năm của Mạc phủ Ashikaga ở Nhật Bản, nắm quyền từ năm 1423 đến năm 1425.